# Димитър Мурджев
Димитър Илиев Мурджев е български офицер от Държавна сигурност, генерал-лейтенант.

## Биография
Димитър Мурджев е роден на 1 декември 1918 година в Лесичово, Пазарджишко, в средно заможно селско семейство. През 1934 година, докато учи в гимназия, става член на комунистическия Работнически младежки съюз. Арестуван през декември 1934 г. за комунистическа дейност в гимназията и изключен от нея. След това все пак я завършва през 1937 г. През 1940 година завършва семестриално Търговската академия във Варна, където е член на БОНСС. От юни 1940 до 1 май 1941 г. е секретар на РМС в Лесичово. От 1 май същата година е надничар в БЗК банка в Пазарджик. След това на 15 септември е мобилизиран във Втори армейски артилерийски полк, но през 1941 година осъден на 10 години затвор, след като е заловено негово писмо до съученик, съдържащо служебна информация. Излежава присъдата си в Сливенския затвор.
След Деветосептемврийския преврат от 1944 година Мурджев е освободен от затвора и на 7 ноември същата година става член на Българската комунистическа партия. Веднага е назначен в Държавна сигурност в Пазарджик, където ръководи следствията на подсъдимите в т.нар. „Народен съд“, а след това за кратко е директор на Пазарджишкия затвор. През октомври 1945 година е прехвърлен в Пловдив. От 1 май 1946 до 1947 г. е заместник-началник бюро ДС-Пловдив. През 1947 година преминава шестмесечен курс в Съветския съюз, а през 1948 година е награден за преследвания на горяни с орден „9 септември 1944 г.“ – III ст. В този период до 1 февруари 1950 г. е инспектор в I секция. Тогава става началник на отделение в Трети отдел (селскостопански) в Държавна сигурност. От 1 март 1950 година е началник на Окръжното управление на Министерството на вътрешните работи (МВР) в Пловдив.
На 23 август 1950 година Димитър Мурджев става началник на Втори отдел (контраразузнавателен) на Държавна сигурност на мястото на арестувания при вътрешни чистки Николай Задгорски. Той остава на този пост до юли 1954 година, когато е прехвърлен в Първо управление, запазвайки ранга си на началник управление. Обучаван е за да бъде прехвърлен като резидент в Гърция. След това е началник на Окръжното управление на МВР в Бургас (1956 – 1959) и на Столичното управление на Държавна сигурност (1959 – 1963). През 1962 година получава звание генерал-майор.
През 1963 година Мурджев е прехвърлен на резервен щат в Първо управление, а през 1964 година е уволнен от МВР. Работи в отдела за рибовъдство в Министерството на селскостопанското производство, а след това е директор на работещото главно в чужбина предприятие „Техноекспортстрой“. В това качество е върнат на свръхсекретен щат в Първо управление с ранг на началник управление. През 1969 година става директор на Окръжното управление на МВР в Пазарджик, а през 1972 година – в Софийски окръг. През 1971 година е повишен в генерал-лейтенант. Пенсионира се през 1976 година.
Поредицата от преназначавания на Мурджев – включително на непрестижни отдалечени от столицата постове, но в същото време запазвайки материалните му привилегии, не е обичайна за кариерата на офицер от Държавна сигурност с неговия ранг. Тя предизвиква различни спекулации за породилите я причини, като офицерът от Държавна сигурност и мемоарист Димитър Иванов я свързва с водени от Мурджев в края на 40-те години разработки срещу бъдещия диктатор Тодор Живков.
Димитър Мурджев умира през 1989 година.